# (18462) Ricco
(18462) Ricco es un asteroide perteneciente al cinturón de asteroides, descubierto el 26 de agosto de 1995 por el Equipo del Observatorio de San Vittore desde el propio observatorio, en Italia.

## Designación y nombre
Ricco se designó inicialmente como 1995 QS2.
Más adelante fue nombrado en honor al astrónomo y matemático italiano Annibale Riccò (1844-1919).

## Características orbitales
Ricco orbita a una distancia media del Sol de 2,9009 ua, pudiendo acercarse hasta 2,6419 ua y alejarse hasta 3,1598 ua. Tiene una excentricidad de 0,0892 y una inclinación orbital de 2,3097° grados. Emplea en completar una órbita alrededor del Sol 1804 días.

## Características físicas
Su magnitud absoluta es 14,4. Tiene 3,906 km de diámetro. Su albedo se estima en 0,153.